# Watoosh!
Watoosh! är det kanadensiska rockbandet Billy Talents debutalbum från 1998. När skivan gavs ut hette bandet Pezz. Det fanns dock redan ett befintligt amerikanskt band med samma namn varför bandet bytte namn till Billy Talent. Watoosh! spelades in i Mississauga, Ontario under 1998 och producerades av Brad "Merlin" Nelson. Låtarna på skivan är mer ska-influerade än bandets senare album, som är rockigare. 2005 återutgav Atlantic Records Watoosh!.

## Låtlista
Alla låtar skrivna av Pezz förutom "New Orleans Is Sinking" av The Tragically Hip.
1. "M & M" - 4:16
2. "Fairytale" - 4:21
3. "Nita" - 4:51
4. "Mother's Native Instrument" - 4:56
5. "Bird in the Basement" - 3:44
6. "Recap" - 3:40
7. "When I Was a Little Girl" - 2:05
8. "Warmth of Windows" - 3:03
9. "Square Root of Me" - 3:57
10. "Absorbed" - 5:22
11. "(blank)" - 0:07
12. "(blank)" - 0:08
13. "(instrumental)" - 0:33
14. "(blank)" - 0:14
15. "(blank)" - 0:12
16. "(blank)" - 0:14
17. "New Orleans Is Sinking" - 1:15

Notera: Låtarna 11 till 16 är tysta förutom 13 som är instrumental.

## Banduppsättning
- Benjamin Kowalewicz - sång
- Ian D'Sa - gitarr
- Jonathan Gallant - bas
- Aaron Solowoniuk - trummor